# Cheikh Koma
Cheikh Ibrahima Koma (Dakar, 26 gennaio 1987) è un ex cestista senegalese naturalizzato francese.